# Glypta pumila
Glypta pumila är en stekelart som beskrevs av Dasch 1988. Glypta pumila ingår i släktet Glypta och familjen brokparasitsteklar. Inga underarter finns listade i Catalogue of Life.